# Hanno (elefante)

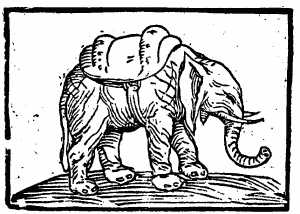
Gravura de Hanno em um panfleto de Roma, Natura, 1514

Hanno (c. 1510 – 8 de Junho de 1516), ou Annone em italiano, foi o elefante branco, ou albino, mascote do papa Leão X, oferecido, na ocasião da sua coroação, por El-Rei D. Manuel I. O seu nome ter-lhe-ia sido dado em honra do general cartaginense com o mesmo nome.

## Chegada a Roma

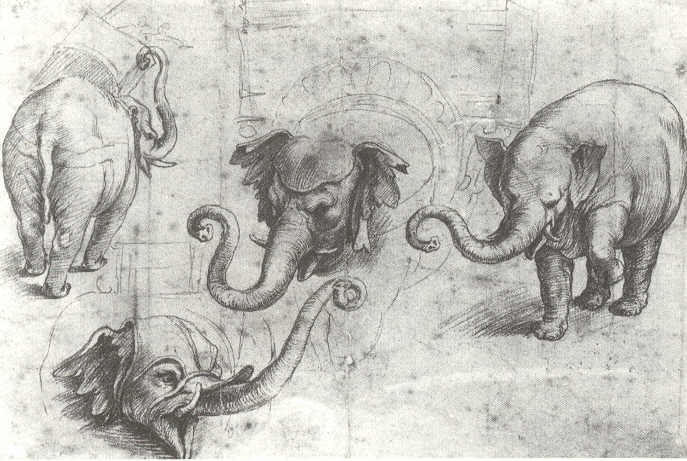
Esboços de Rafael, a giz vermelho, no Museu Ashmolean de Oxford

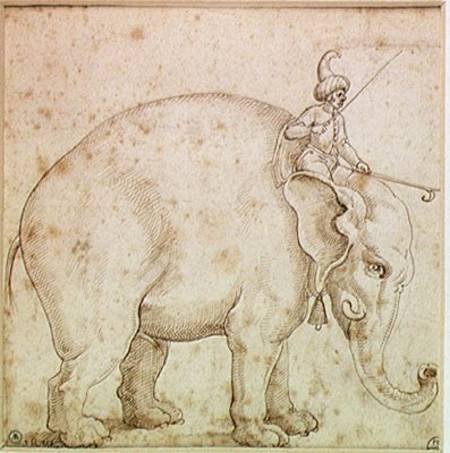
Hanno e o seu mahout. Caneta e tinta, Museu das Belas-Artes de Angers.

Hanno fazia parte da aparatosa embaixada enviada pelo monarca, chefiada por Tristão da Cunha. D. Manuel tê-lo-ia recebido como um presente do rei de Cochim, ou pedido a Afonso de Albuquerque, o seu Governador da India, para comprá-lo. Conta-se que Hanno era de cor branca, e chegou numa nau, enviado de Lisboa a Roma em 1514, com cerca de quatro anos de idade.
A sua chegada foi comemorada na poesia e nas belas-artes.

Ao Belvedere perante o grande Pastor

Foi conduzido o elefante domado

Dançando com tal graça e tal amor

Que dificilmente melhor poderia ter bailado um homem

E com a sua tromba, tal grande clamor

Fez, que todo o lugar ensurdeceu:

E esticando-se no solo para ajoelhar

Depois se inclinou em reverência ao Papa,

E ao seu séquito.— Pasquale Malaspina
Para a mesma ocasião viria um rinoceronte, que seria retratado por Albrecht Dürer em uma famosíssima xilografia, conhecida como Rinoceronte de Dürer. Apesar de nunca o ter visto, o artista baseara-se numa descrição extremamente precisa do animal. O barco com o rinoceronte terá naufragado ao mesmo tempo que Hanno chegava de Lisboa.
Na embaixada manuelina, que atravessou a cidade para deleite dos romanos, vinham também dois leopardos, uma pantera, alguns papagaios, perus raros e cavalos indianos. Hanno carregava um palanque de prata no seu dorso, em forma de castelo, contendo um cofre com os presentes reais, entre os quais paramentos bordados com pérolas e pedras preciosas, e moedas de ouro cunhadas para a ocasião.
O papa recebeu o cortejo no Castelo de Santo Ângelo. O elefante ajoelhou-se três vezes em sinal de reverência e depois, obedecendo a um aceno do seu mahout (tratador) indiano, aspirou a água de um balde com a tromba e espirrou-a sobre a multidão e os cardeais.

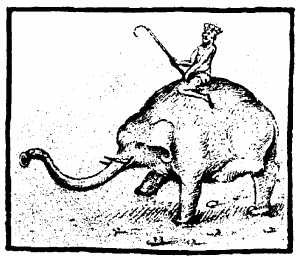
Gravura, contemporânea, de Manuel I de Portugal O elefante Hanno

Inicialmente Hanno foi mantido em um pátio belvedere, mas depois passou para um edifício especialmente construído para o efeito, entre a Basílica de São Pedro e o Palácio Apostólico, perto de Borgo Sant'Angelo (uma estrada no rione Borgo).
O elefante tornou-se num favorito da corte papal, alegadamente fazendo habilidades para o seu divertimento e participando em procissões. Rafael e Pietro Aretino desenhavam o fascinante animal, que custava cem ducados por ano aos cofres papais. Os cronistas da época falavam dele como sendo extraordinariamente inteligente, que dançava e lançava água pela tromba, entre outras brincadeiras.

## Morte
Dois anos depois de chegar a Roma, Hanno adoeceu subitamente com angina, devido ao clima húmido da cidade. Trataram-no com um purgante mas morreu em 8 de Junho de 1516, com o papa ao seu lado, e foi sepultado no Cortile del Belvedere.
Raffaello Santi criou um fresco memorial (já não existente), e o próprio papa compôs o epitáfio, que Francisco de Holanda reproduziu no seu caderno de anotações, entre 1539 e 1540:
Sob esta grande colina jaz enterrado

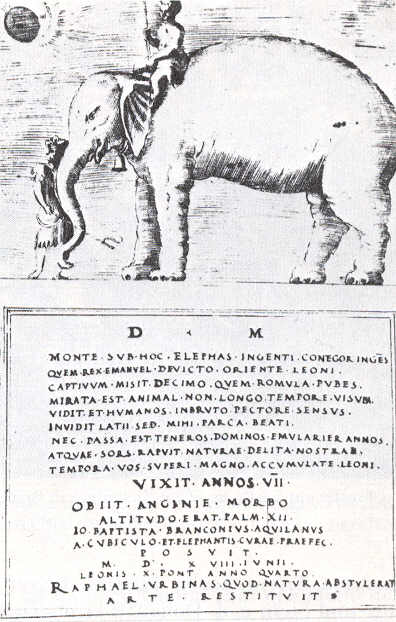
Esboço do epitáfio memorial de Hanno (Francisco d'Olanda, 1539 ou 1540)

Poderoso elefante que El-Rei Manuel,

Tendo conquistado o Oriente

Enviou cativo ao Papa Leão X,

Que o povo romano maravilhou,

Uma besta não vista há muito tempo.

E no meu bruto seio perceberam sentimentos humanos.

O destino invejou a minha residência na bendita Latium

E não teve a paciência de me deixar servir o meu senhor três anos completos.

Mas eu desejo, ó deuses, que o tempo que a Natureza me deu,

E o Destino me arrebatou,

O acrescentem à vida do grande Leão.

Ele viveu sete anos

Ele morreu de angina

Ele media doze palmos de altura.

Giovanni Battista Branconio dell'Aquila,

Camarlengo privado do Papa

E provoste da guarda do elefante,

Eregiu neste em 1516, no 8 de Junho,

No quarto ano do pontificado de Leão X

O que a Natureza arrebatou,

Rafael de Urbino com a sua arte restaurou.— Papa Leão X

## Na cultura

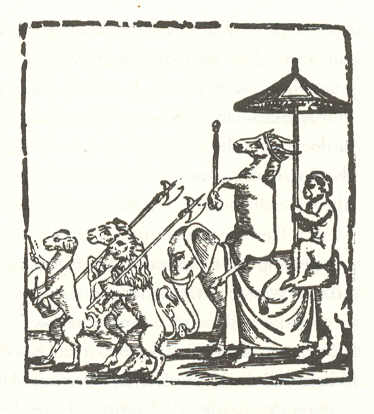
Caricatura satírica sobre Hanno e os poderes da sua época

Mesmo depois da morte, o paquiderme continuou a inspirar obras:
- Pietro Aretino escreveu um panfleto intitulado A Última Vontade e Testamento do Elefante Hanno. O testamento fictício satirizava as principais figuras políticas e religiosas de Roma da época, incluindo o próprio papa Leão X, e fez tanto sucesso que lançou a carreira de Aretino e lhe deu o renome de satirista, que resultou no cognome de o Flagelo do Príncepes.
- Foi também protagonista do livro The Pope's Elephant: An Elephant's Journey from Deep in India to the Heart of Rome por Silvano A. Bedini.